# Јемаси (Јужна Каролина)
Јемаси (Јужна Каролина) (енгл. Yemassee) град је у америчкој савезној држави Јужна Каролина.

## Демографија
По попису из 2010. године број становника је 1.027, што је 220 (27,3%) становника више него 2000. године.
| Група             | 2000.       | 2010.       |
| Белци             | 342 (42,4%) | 418 (40,7%) |
| Афроамериканци    | 447 (55,4%) | 560 (54,5%) |
| Азијати           | 5 (0,6%)    | 14 (1,4%)   |
| Хиспаноамериканци | 7 (0,9%)    | 25 (2,4%)   |
| Укупно            | 807         | 1.027       |